# Rowlandius jarmillae
Rowlandius jarmillae är en spindeldjursart som beskrevs av Armas och James Cokendolpher 2002. Rowlandius jarmillae ingår i släktet Rowlandius och familjen Hubbardiidae. Inga underarter finns listade i Catalogue of Life.